# Дрезденська Вища школа музики
Дрезденська Вища школа музики імені Карла-Марії фон Вебера (нім. Hochschule für Musik Carl Maria von Weber Dresden) — німецька консерваторія, розташована в Дрездені. Заснована як державний вищий навчальний заклад у 1952 р., хоча приватні консерваторії існували в місті з 1856 р. У 1959-му заклад названо ім'ям Карла-Марії фон Вебера. 1993-го в межах школи утворено Інститут музикознавства, до складу якого увійшов архів Гайнріха Шуца, який заснував п'ятьма роками раніше музикознавець Вольфрам Штойде.